# Europees kampioenschap zaalhockey mannen 1997
Het Europees kampioenschap zaalhockey 1997 was een door de European Hockey Federation (EHF) georganiseerd kampioenschap voor zaalhockeyers. De achtste editie van het Europees kampioenschap vond plaats van 17 tot 19 januari 1997 in het Franse Liévin.

## Eindstand
| Plaats | Team       |
| ------ | ---------- |
| Goud   | Duitsland  |
| Zilver | Tsjechië   |
| Brons  | Denemarken |
| 4e     | Rusland    |
| 5e     | Oostenrijk |
| 6e     | Spanje     |
| 7e     | Frankrijk  |
| 8e     | Schotland  |